# Concert per a piano núm. 22 (Mozart)

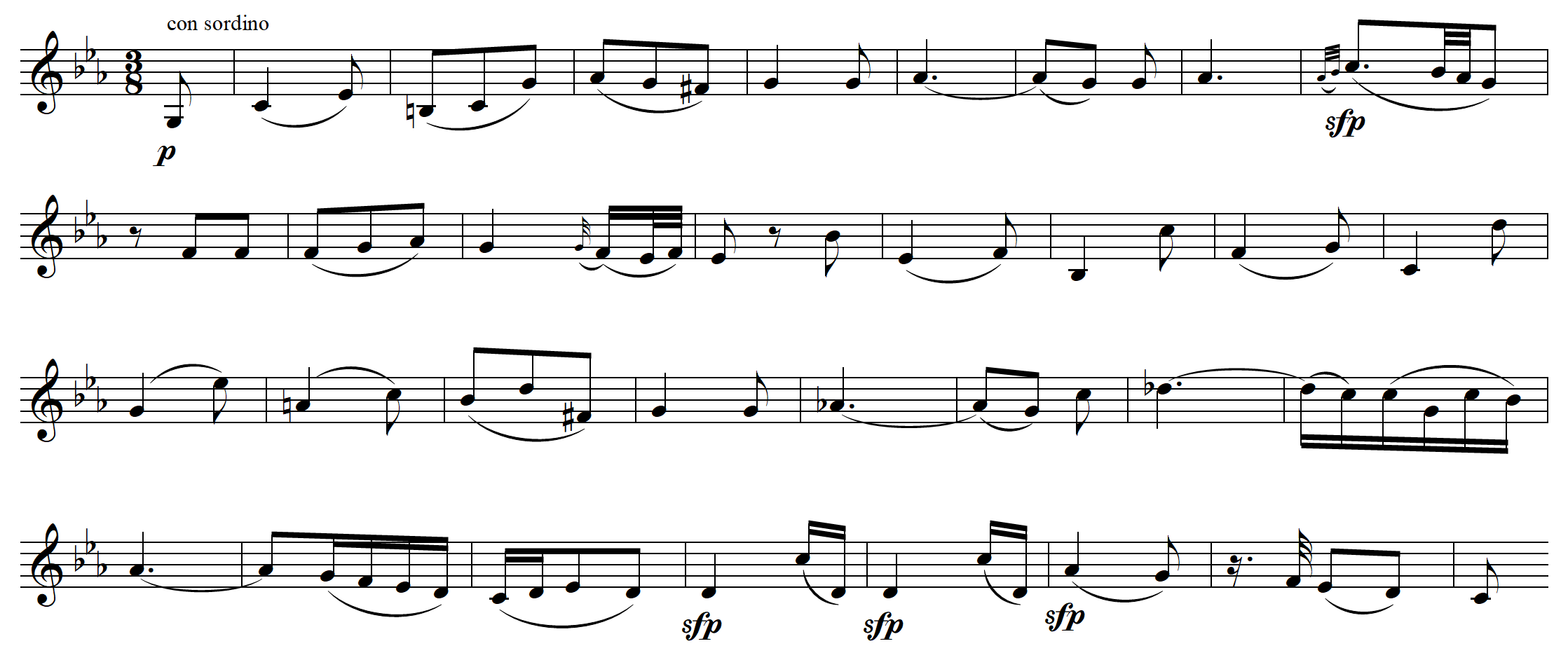
Partitura del concert (fragment).

El Concert per a piano núm. 22 en mi bemoll major, K. 482, és una composició musical per a piano i orquestra escrita per Wolfgang Amadeus Mozart. Va ser acabat el desembre de 1785.
Aquest concert per a piano va ser compost en una època dolça de la vida del compositor, tot i que va tenir alguns problemes de diners. El va escriure en la mateixa època que la seva òpera Le nozze di Figaro.
És el primer concert de Mozart que inclou clarinets en la seva orquestració.